# Tabanus pubescens
Tabanus pubescens är en tvåvingeart som först beskrevs av Strom 1768.  Tabanus pubescens ingår i släktet Tabanus och familjen bromsar.
Artens utbredningsområde är Norge. Inga underarter finns listade i Catalogue of Life.